# بر الحكمان
بر الحكمان منطقة تقع في محافظة الوسطى على الساحل الجنوبي الشرقي لسلطنة عمان على بعد 500 كم  جنوبي مسقط وتعتبر من أهم محطات هجرة الطيور في عمان وفي جنوب شرق آسيا، حيث تهاجر الكثير من الطيور ولاسيما المائية القادمة من مناطق بعيدة كشواطيء شمال سيبيريا.
وبالإضافة إلى كونها مزار للطيور والأسماك بمختلف أنواعها فإن وجود الشعب المرجانية على شواطئها يجعلها قبلة للغواصين.
تتميز المنطقة بطبيعتها البكر الخصبة ، وتتكون من سهول ومسطحات وأراض طينية تغطيها مياه البحر عند المد العالي. كما تتواجد بها مجموعات وأسراب كثيرة من الطيور البحرية والسلاحف وتجمعات أشجار القرم والمرجان.